# Un crime oublié
Un crime oublié est un téléfilm français réalisé par Patrick Volson, et produit par la société Yes productions, diffusé le 27 octobre 2012 sur France 3 et le 14 octobre 2016 sur Chérie 25. L'audience a représenté 18 % des parts de marché sur France 2 et 2.4 % sur Chérie 25.

## Synopsis
Marylou, médecin à Lyon, revient dans son village natal, en Savoie, pour enterrer son frère, et rejoint la scierie familiale. Accompagnée de son concubin et de sa fille, elle affronte l'indifférence de sa mère et l'aigreur de sa sœur aînée, avec qui elle a toujours eu des relations conflictuelles. Personne ne se parle, tous ignorent Marylou qui supporte mal les non-dits familiaux. L'atmosphère s'alourdit encore lorsque sa fillette disparaît, enlevée par un inconnu, puis est retrouvée peu après saine et sauve mais tenant une poupée qui ne lui appartient pas. Cet événement replonge Marylou dans ses traumatismes de jeune fille puis de femme battue ; elle est bientôt reprise des malaises qui résultent des maltraitances dont elle a été victime au contact de son mari. Alors que tous veulent la contredire et la persuader que ses malaises répétés sont liés aux séquelles des coups qu'elle a reçus, elle est persuadée que son mari violent, que tous pensaient décédé, rôde dans les parages afin de la faire souffrir à nouveau.

## Fiche technique
- Réalisation : Patrick Volson
- Scénario : Florence Duhamel, Jean-Michel Tort et Didier Le Pêcheur
- Producteurs : Ariel Askénazi
- Musique Angelique et Jean-Claude Nachon - chanson : A. Nachon
- Directeur de la photographie : Mathieu Czernichow
- Montage : Amy Goirand
- Distribution des rôles : Bénédicte Guiho
- Création des décors : Martine Millou
- Création des costumes : Yvette Frank
- Coordinateur des cascades : Michel Carliez
- Société de production : Yes productions, France 3, 13ème Rue et Mascaret Films
- Format : Muet - Noir et blanc ou Couleur - 1,85:1 - 35 mm - Son mono - Son stéréo - 	Son Dolby Digital
- Pays d'origine : France
- Genre : Film dramatique
- Durée : 90 minutes

## Distribution
- Corinne Touzet : Marylou
- Guillaume Cramoisan : Sylvain
- Michèle Moretti : Jacqueline Artoux
- Anne Benoît : Sophie
- Fabrice Michel : Éric
- Xavier Clément : Fonfon
- Maëlle Le Rhun : Clara
- Alex Tacchino : Xavier
- François Salisch : Alex
- Jean-Toussaint Bernard : Lasalle
- Jean-Marc Avocat : le docteur Papel